# USS Chimo (1864)
USS Chimo, однобаштовий, двогвинтовий монітор, був побудований компанією Aquila Adams у Південному Бостоні, штат Массачусетс, і спущений на воду 5 травня 1864 року та введений до складу флоту 20 січня 1865 року.

## Конструкція
«Чімо» будувався як  монітор з невеликою осадкою типу «Каско», які призначалися для служби в мілководних протоках, річках і затоках Конфедерації. Ці військові кораблі пожертвували броньовим захистом заради малої осадки та були оснащені баластним відсіком, призначеним для часткового занурення у воду під час бою.

## Закінчення Громадянської війни та продаж
Через конструктивні дефекти проєкту «Чімо» мусили переробити. Він відплив до Нью-Йорка, прибув туди 26 січня 1865 року, щоб отримати переоснащення на торпеде обладнання. 1 квітня 1865 року корабель вирушила на Гемптон-Роудс, куди прибув 9 числа. 28 квітня він відплив до Пойнт-Лукаут, штат Північна Кароліна, де служив станційним кораблем до 28 травня 1865 року. Прибувши на верф ВМС Вашингтона 7 червня 1865 року, він був знятий з експлуатації 24 червня 1865 року. Його ім'я було змінено на «Оріон»  15 червня 1869 року, а потім на «Піскатакуа» 10 серпня 1869 року. Корабель продали в 1874 році.